# Берегфи, Карой

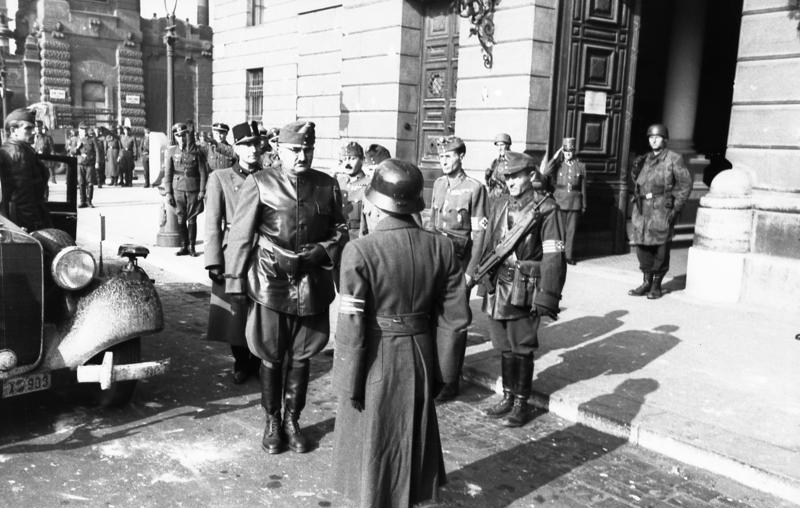

Карой Берегфи (13 февраля 1888 — 12 марта 1946, Будапешт) — венгерский политический и военный деятель, нацист, венгерский националист, министр обороны Венгрии в 1944—1945 годах, член Регентского совета на заключительном этапе Второй мировой войны (страной правил Ференц Салаши), управлявшего Венгрией с 16 октября 1944 по 28 марта 1945.

## Биография
Родился 13 февраля 1888 года в Црвенка (Воеводина) (имя при рождении Карой Бергер). Во время Первой мировой войны воевал и был тяжело ранен. С 1939 по 1941 годы руководил Королевской военной академией.
С 1941 по 1944 годы воевал сначала в качестве командира VI корпуса, затем как командующий Третьей армией. В апреле 1944 года был отстранен от службы и уволен из армии в связи с разгромом подчиненных ему войск Красной армией.
После оккупации Венгрии вермахтом и переворота Салаши был 16 октября 1944 года назначен министром обороны, одновременно занимал должность начальника Генерального штаба в звании генерал-полковника. Принимал активное участие в преследовании евреев в Венгрии. 21 октября он подписал указ о привлечении всех евреев-мужчин в возрасте от 16 до 60 и женщин в возрасте от 16 до 40 к принудительным работам.
30 апреля 1945 года Берегфи был взят в плен американскими войсками и передан новому венгерскому правительству. 28 февраля 1946 года Берегфи был осужден Народным трибуналом за преступления против человечности к смертной казни, и в 15:25 по местному времени 12 марта 1946  повешен вместе с Ференцем Салаши, Йожефом Гера и Габором Вайной во дворе Будапештской тюрьмы.